# 侯嘉騏
侯嘉騏（1987年—），台灣企業家、科學家。目前擔任國揚集團旗下雋揚國際(原中和羊毛工業)董事長、漢神百貨董事長、高雄全家海神領隊。國揚集團創辦人侯西峰之次女，曾於美國輝瑞藥廠擔任資深科學家。

## 生平

### 求學階段
侯嘉騏為國揚集團創辦人侯西峰的次女，國中時期即出國留學，培養獨立自主的性格。大學就讀美國約翰霍普金斯大學，取得應用數學與化學工程雙學士學位後繼續攻讀史丹佛大學生物工程博士學位，並於在學期間取得3項技術及藥品專利，她的研究也以第一作者身分投稿上國際頂尖醫學期刊《細胞》。

### 職涯經歷
侯嘉騏博士畢業後隨即受到美國輝瑞藥廠延攬加入成為醫藥領域科學家。後來因為父親的接班安排，再次赴哈佛大學取得應用計算碩士學位，並返國協助家族事業。2019年1月以創辦人特助的身分參與國揚集團旗下企業的業務，2020年初出任中和羊毛董事長，4月初時接下漢神百貨董事長一職，成為台灣百貨界最年輕的董事長，並以大數據分析協助集團運營。2021年5月，侯嘉騏擔任籃球聯盟T1聯盟高雄海神的領隊，丈夫李偉誠則擔任球隊執行長。